# Autocovarianza
In teoria della probabilità e statistica, dato un processo stocastico {\displaystyle X=(X_{t})}, l'autocovarianza è una funzione che dà la covarianza del processo con se stesso a coppie di punti temporali. Con la notazione usuale E  par l'operatore di aspettazione, se il processo ha la funzione di media {\displaystyle \mu _{t}=E[X_{t}]}, allora l'autocovarianza è data da
{\displaystyle C_{XX}(t,s)=cov(X_{t},X_{s})=E[(X_{t}-\mu _{t})(X_{s}-\mu _{s})]=E[X_{t}X_{s}]-\mu _{t}\mu _{s}.\,}
L'autocovarianza è correlata alla più comunemente usata autocorrelazione del processo in questione.
Nel caso di un vettore casuale multivariato {\displaystyle X=(X_{1},X_{2},...,X_{n})}, l'autocovarianza diviene una matrice quadrata n per n, {\displaystyle C_{XX}}, con l'elemento {\displaystyle i,j} dato da {\displaystyle C_{X_{i}X_{j}}(t,s)=cov(X_{i,t},X_{j,s})} e comunemente indicata come matrice delle autocovarianze associata con i vettori {\displaystyle X_{t}} e {\displaystyle X_{s}}.

## Stazionarietà debole
Se X(t) è un processo debolmente stazionario, allora sono vere le seguenti uguaglianze:
{\displaystyle \mu _{t}=\mu _{s}=\mu \,} per ogni t, s
e
{\displaystyle C_{XX}(t,s)=C_{XX}(s-t)=C_{XX}(\tau )\,}
dove {\displaystyle \tau =|s-t|} è il tempo di ritardo o il tempo con cui il segnale è stato traslato.

## Normalizzazione
Quando si normalizza l'autocovarianza C di un processo debolmente stazionario con la sua varianza, {\displaystyle C_{XX}(0)=\sigma ^{2}}, si ottiene il coefficiente di autocorrelazione {\displaystyle \rho }:
{\displaystyle \rho _{XX}(\tau )={\frac {C_{XX}(\tau )}{\sigma ^{2}}}}
con {\displaystyle -1\leq \rho _{XX}(\tau )\leq 1}.

## Proprietà
L'autocovarianza di un processo filtrato linearmente {\displaystyle Y_{t}}
{\displaystyle Y_{t}=\sum _{k=-\infty }^{\infty }a_{k}X_{t+k}\,}
è
{\displaystyle C_{YY}(\tau )=\sum _{k,l=-\infty }^{\infty }a_{k}a_{l}^{*}C_{XX}(\tau +k-l).\,}